# Лаберия Хостилия Криспина
Лаберия Хостилия Криспина (на латински: Laberia Hostilia Crispina), с пълно име Лаберия Марция Хостилия Криспина Моеция Корнелия (на латински: Laberia Marcia Hostilia Crispina Moecia Cornelia), e римска аристократка от 1 и 2 век.

## Биография
Дъщеря е на Маний Лаберий Максим, суфектконсул (89 г.) и легат на провинция Долна Мизия (между 100 – 102 г.). Внучка е на Луций Лаберий Максим, който е управител на Египет през 83 г. и преториански префект.
Лаберия е родена в Ланувиум или Рим. Баща ѝ умира през 117 г. Омъжва се за сенатора и генерал Гай Брутий Презенс. Тя е негова втора съпруга и живеят във Волцеии, Лукания, Италия. Нейният съпруг е приятел с Плиний Млади и Адриан и се ползва с доверието на императорите Траян, Адриан и Антонин Пий. Той става два пъти консул (118 г. или 119 г. и през 139 г.). От 121 – 124 г. той е легат на Кападокия, през 124 – 128 г. на Долна Мизия и проконсул на Африка, където са поставени две негови статуи на кон. През 140 г. съпругът ѝ умира и тя не се омъжва повече.
Лаберия ражда около 119 г. син, единственото си дете, Гай Брутий Презенс, който става два пъти консул през 153 и 180 г. Чрез сина си Лаберия става баба на бъдещата императрица Брутия Криспина, която през 178 г. се омъжва за бъдещия император Комод, и на Луций Брутий Квинтий Криспин (консул 187 г.).